# Municipio de Alsunga
El municipio de Alsungas (en letón: Alsungas novads) es uno de los ciento diez municipios de Letonia, se encuentra localizado en el suroeste de dicho país báltico. Fue creado durante el año 2009 después de una reorganización territorial. La capital es el pueblo de Alsunga.
El 1 de julio de 2021, el municipio de Alsunga dejó de existir y su territorio se fusionó con el municipio de Kuldīga.

## Subdivisiones
- Alsungas pagasts (zona rural)

## Población y territorio
Su población se encuentra compuesta por un total de 1.688 personas (2009). La superficie de este municipio abarca una extensión de territorio de unos 190 kilómetros cuadrados. La densidad poblacional es de 8,88 habitantes por cada kilómetro cuadrado.